# Schlacht von Cravant
Die Schlacht von Cravant war ein Zusammenstoß der englischen und französischen Truppen am 31. Juli 1423 während des Hundertjährigen Krieges. Er endete mit einem Sieg der englisch-burgundischen Truppen.
Nach dem Vertrag von Troyes aus dem Jahr 1420 war es dem englischen König gestattet, das gesamte Land nördlich der Loire zu besitzen. Als Heinrich V. 1422 überraschend starb und den gerade ein Jahr alten Heinrich VI. als Nachfolger hinterließ, begann die Feindschaft von neuem.
Im Frühsommer 1423 trafen sich zwei alliierte Armeen, die der Engländer und die der Burgunder, in Auxerre, um der Armee des Dauphins entgegenzuwirken, die nach Burgund einmarschieren wollte. Die französische Armee beinhaltete eine große Anzahl von Schotten und stand unter dem Kommando von John Stewart. Die beiden Armeen trafen schließlich beim burgundischen Dorf Cravant an einer Brücke und an den Furten des Flusses Yonne, südöstlich von Auxerre, zusammen.
Die Streitkräfte des französischen Dauphins auf der einen Seite des Flusses übertrafen die der Engländer auf der anderen Seite fast um die Hälfte.
Ganze drei Stunden standen sich die beiden Armeen gegenüber, wobei sie sich gegenseitig nur mit Blicken niederzumachen versuchten, da keiner von beiden es wagte, den Fluss zu überqueren. Schließlich ergriff der Earl von Salisbury die Initiative und begann das hüfthohe, etwa 50 Meter breite Gewässer unter einer Salve von Pfeilen der englischen Bogenschützen zu durchqueren. Gleichzeitig konnte Lord Willoughby de Eresby über eine schmale Brücke einen Durchgang zwischen den schottischen Soldaten erzeugen und damit die Armee des Dauphins teilen.
Als die Franzosen zu fliehen begannen, weigerten sich die Schotten das Gleiche zu tun und wurden zu hunderten niedergemacht. 3000 von ihnen fielen nahe der Brücke oder des Ufers, 2000 wurden gefangen genommen, darunter auch der Earl von Buchan und der Kommandant der französischen Armee, der Graf vom Vendôme. Die französische Armee zog sich zur Loire zurück und ließ viele Gefangene und über 6000 Tote zurück. Mit dem Sieg bei Cravant hatten die Engländer die Spitze ihres Erfolges im Hundertjährigen Krieg erreicht.